# 泰坦系列運載火箭
泰坦火箭是美國研發的一次性使用運載火箭，前身為LGM-25太陽神洲際彈道飛彈，共發射368次（1959年至2005年），包含於1960年代中期的雙子星載人計畫。泰坦火箭至1980年代晚期持續使用美國洲際彈道飛彈部分組件，並載運美軍及民間之情報收集衛星。泰坦也用於發送至火星、木星、土星、天王星和海王星的星際科學探測器。

## 泰坦一號火箭

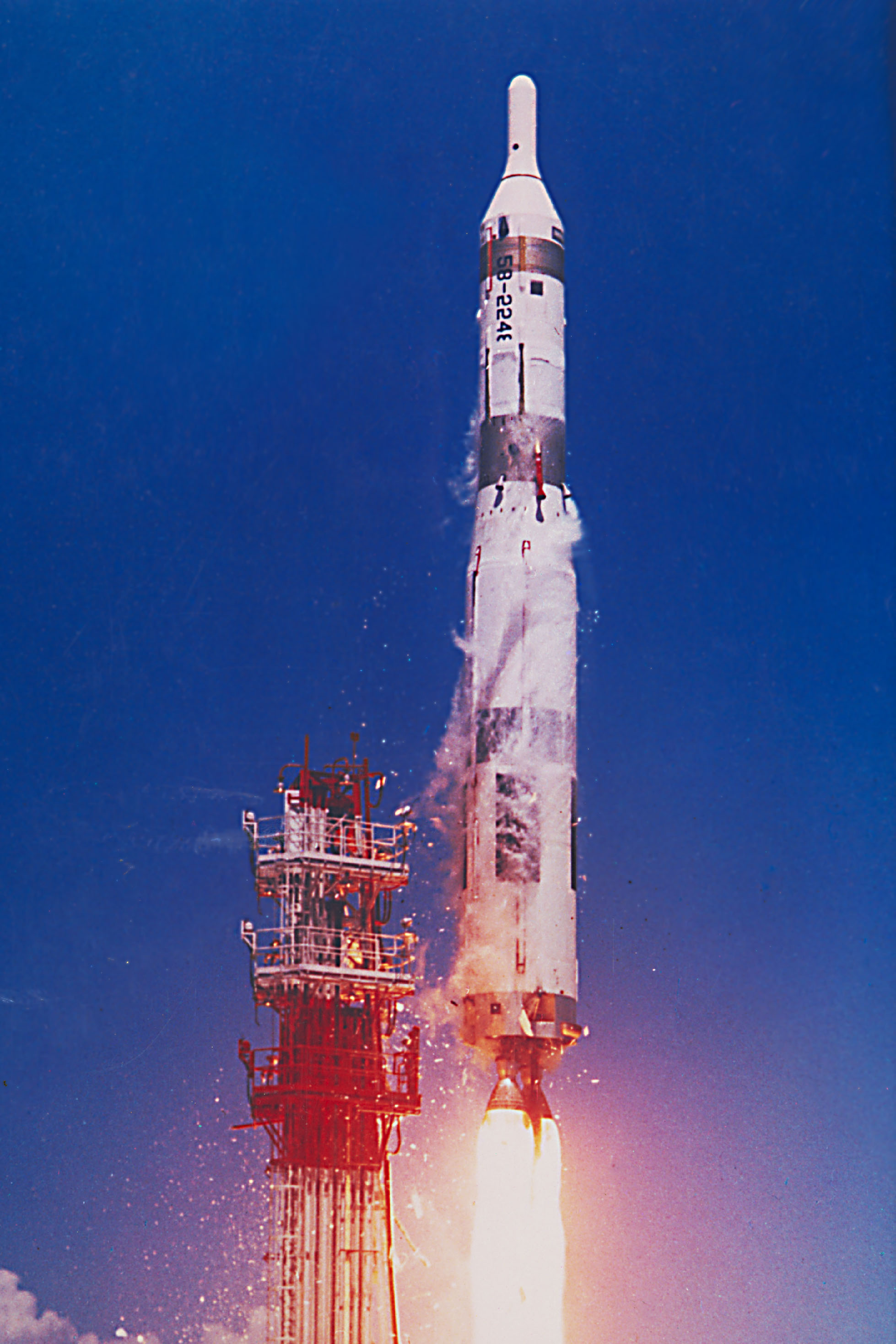
泰坦一號火箭發射

泰坦一號火箭為泰坦系列火箭的最初型號，最初為擎天神火箭若未能如期完成，作為洲際彈道飛彈備用計畫，屬兩節式火箭，以煤油及液態氧做為燃料。使用期間為1962年初到1965年。

## 泰坦二號火箭

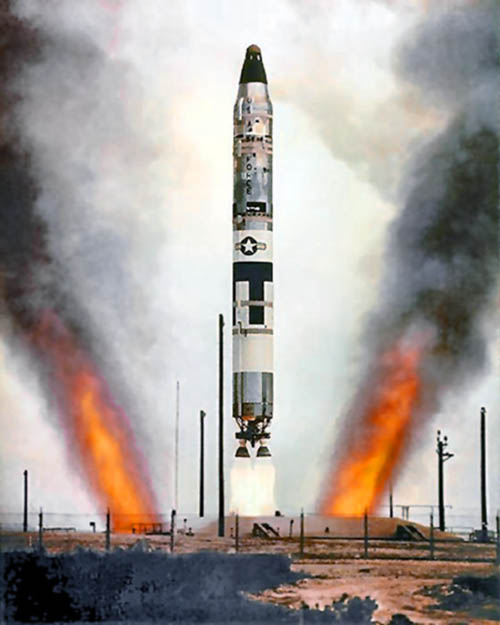
泰坦二號火箭發射

泰坦系列后期型号的设计都由泰坦二號洲際彈道飛彈及美國國家航空暨太空總署開發的民用型修改而来。泰坦二號使用自燃性四氧化二氮及航空肼 50（50/50聯氨和偏二甲肼混合）為氧化劑和燃料。

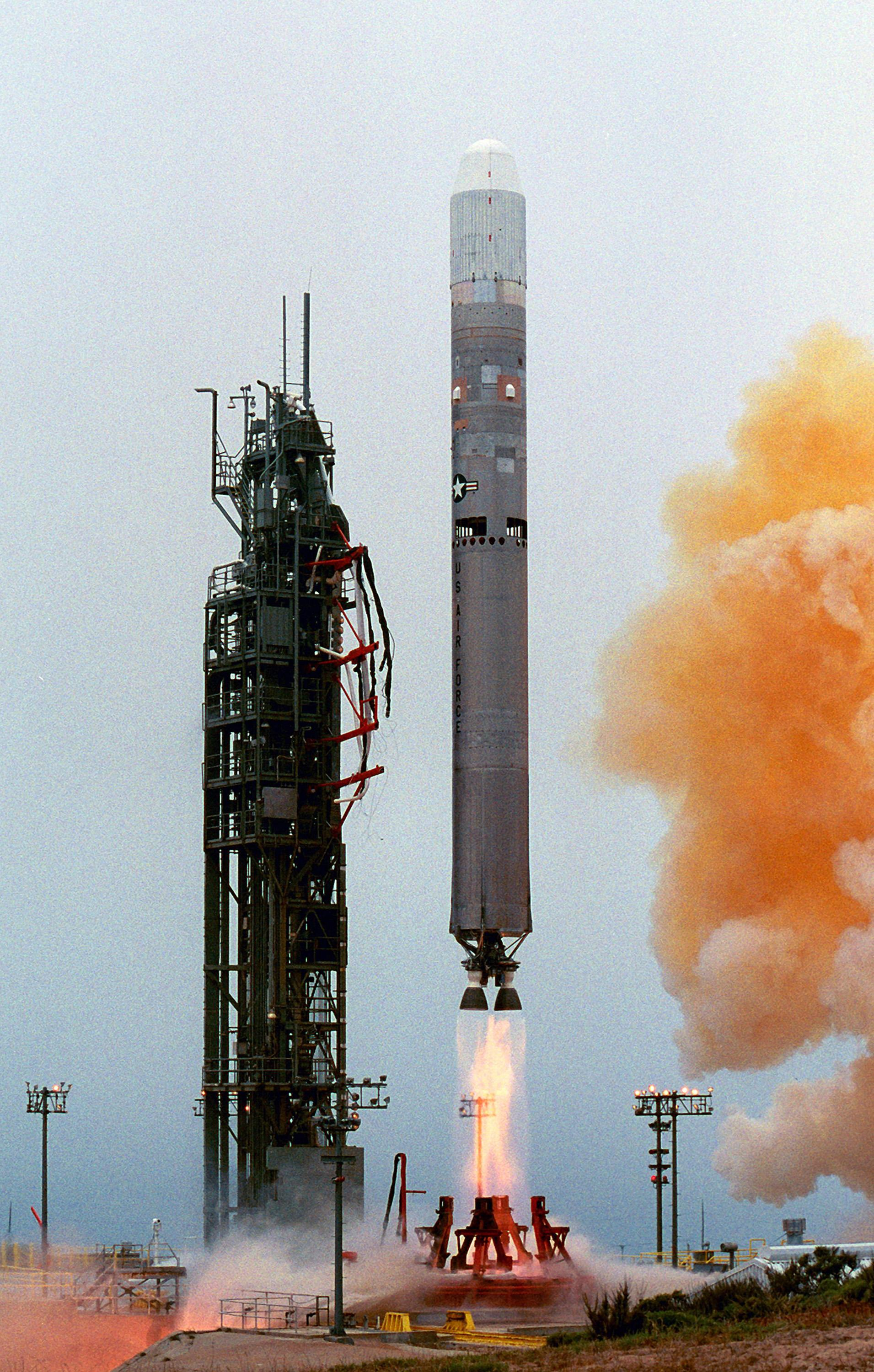
泰坦二號23G型火箭發射，衛星為NOAA-M

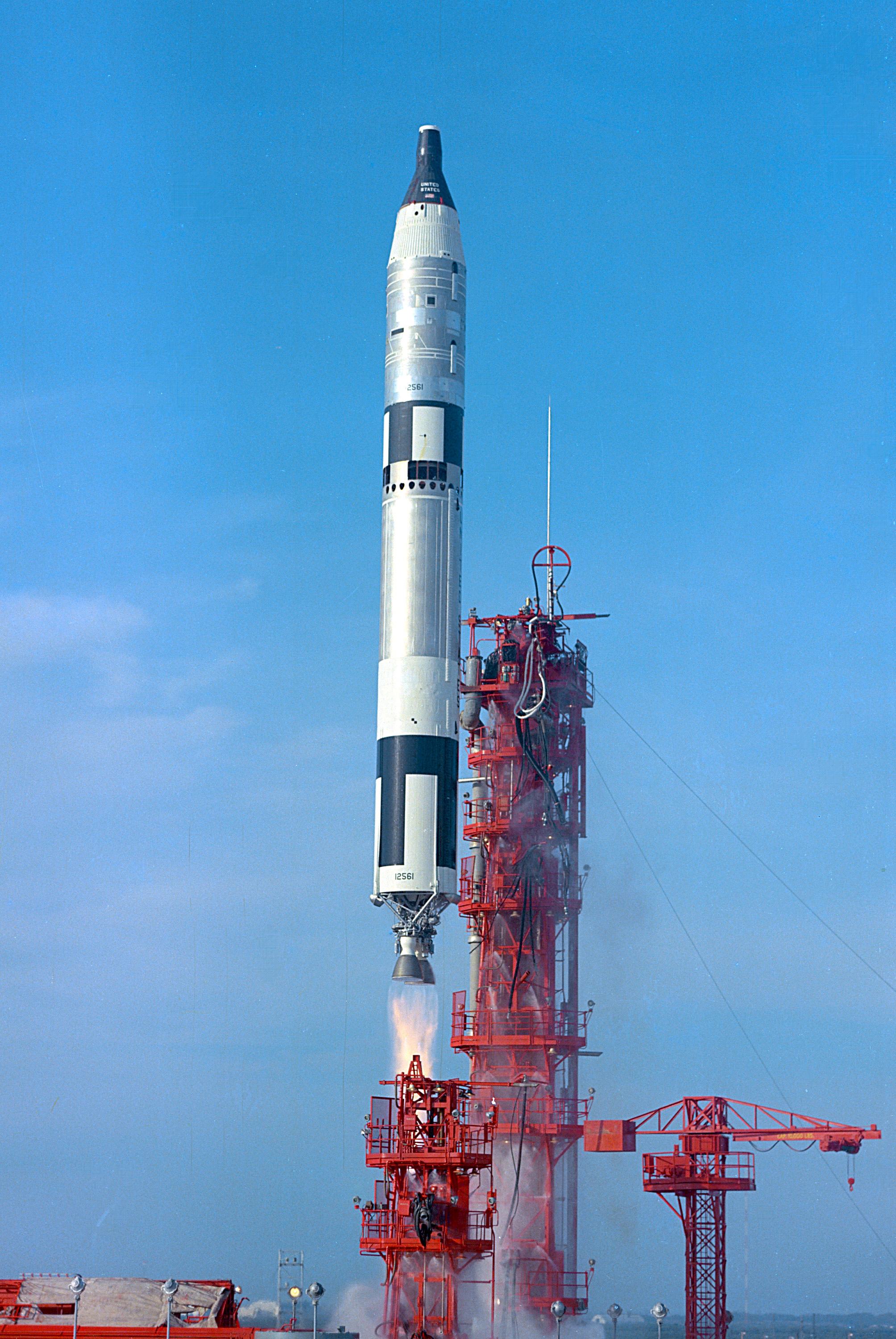
泰坦二號火箭發射時刻

泰坦二號的第一個導引系統由AC Spark Plug製作，使用了從麻省理工學院Draper實驗室原創設計，由AC Spark Plug製作之慣性測量裝置（inertial measurement unit，IMU，一個陀螺儀傳感器）。該導彈導引電腦（missile guidance computer，MGC）是IBM公司ASC-15。當這個系統的配件難以取得時，就被更新式的Delco通用航天導引系統(Universal Space Guidance System，USGS)所取代。USGS使用Carousel IV慣性測量裝置以及Magic 352電腦。
衍生型號包括泰坦2號23G運載火箭..等。
泰坦二號最重要的民用用途為1960年代中期之雙子星載人太空計劃，期間共發射12枚，其中二枚為雙子星無人太空艙，十枚為載運兩名太空人之太空艙。所有發射均成功。
此外，在1980年代末期所被裁減的泰坦二號被改裝成載運美國政府酬載物之太空發射載具。最後一次發射是在2003年10月18日於加州范登堡空軍基地發射國防氣象衛星計畫(Defense Meteorological Satellite Program，DMSP)氣象衛星。

## 泰坦三號火箭

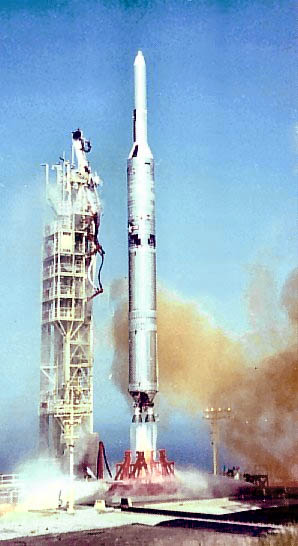
泰坦三號火箭發射

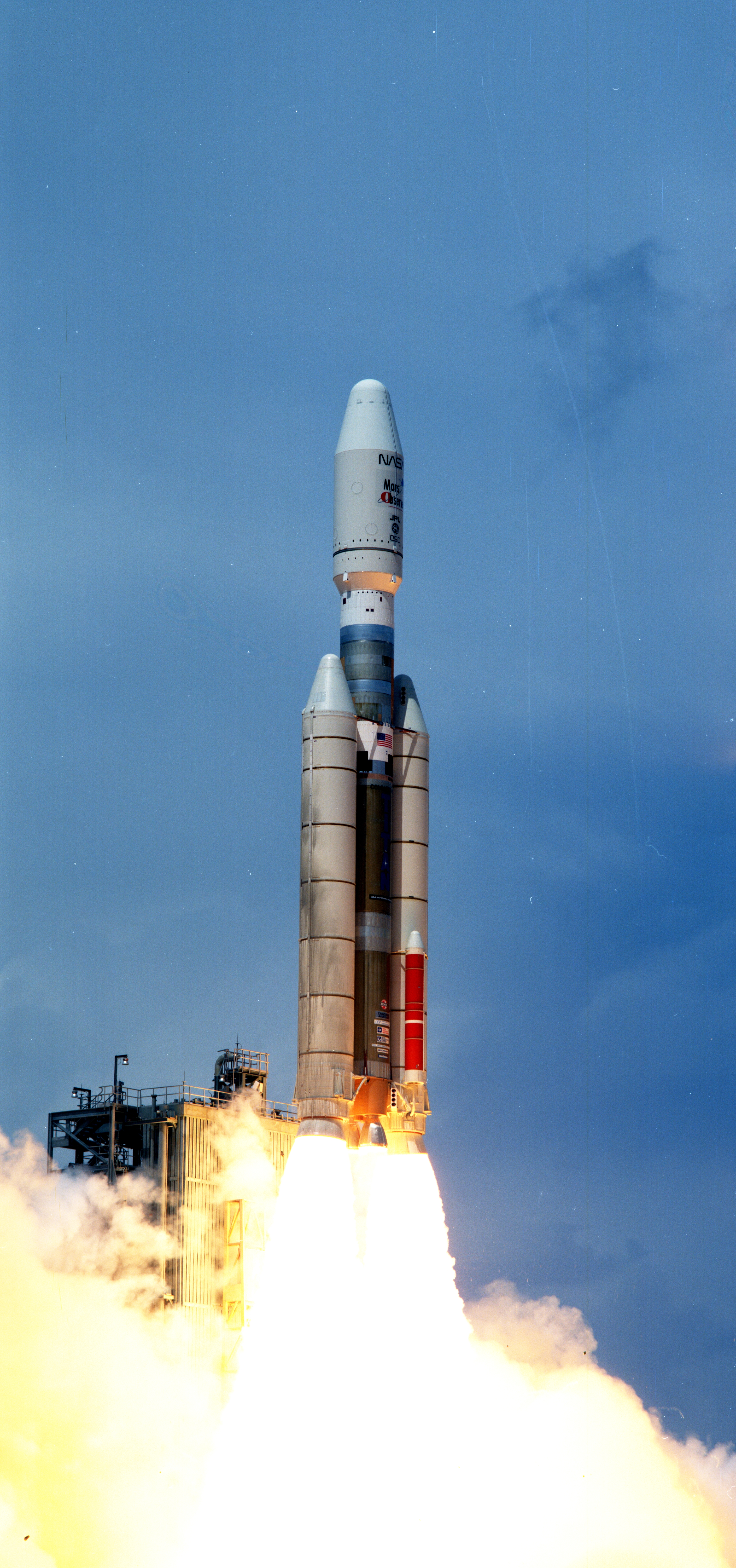
泰坦三號火箭商業酬載火星觀察者號

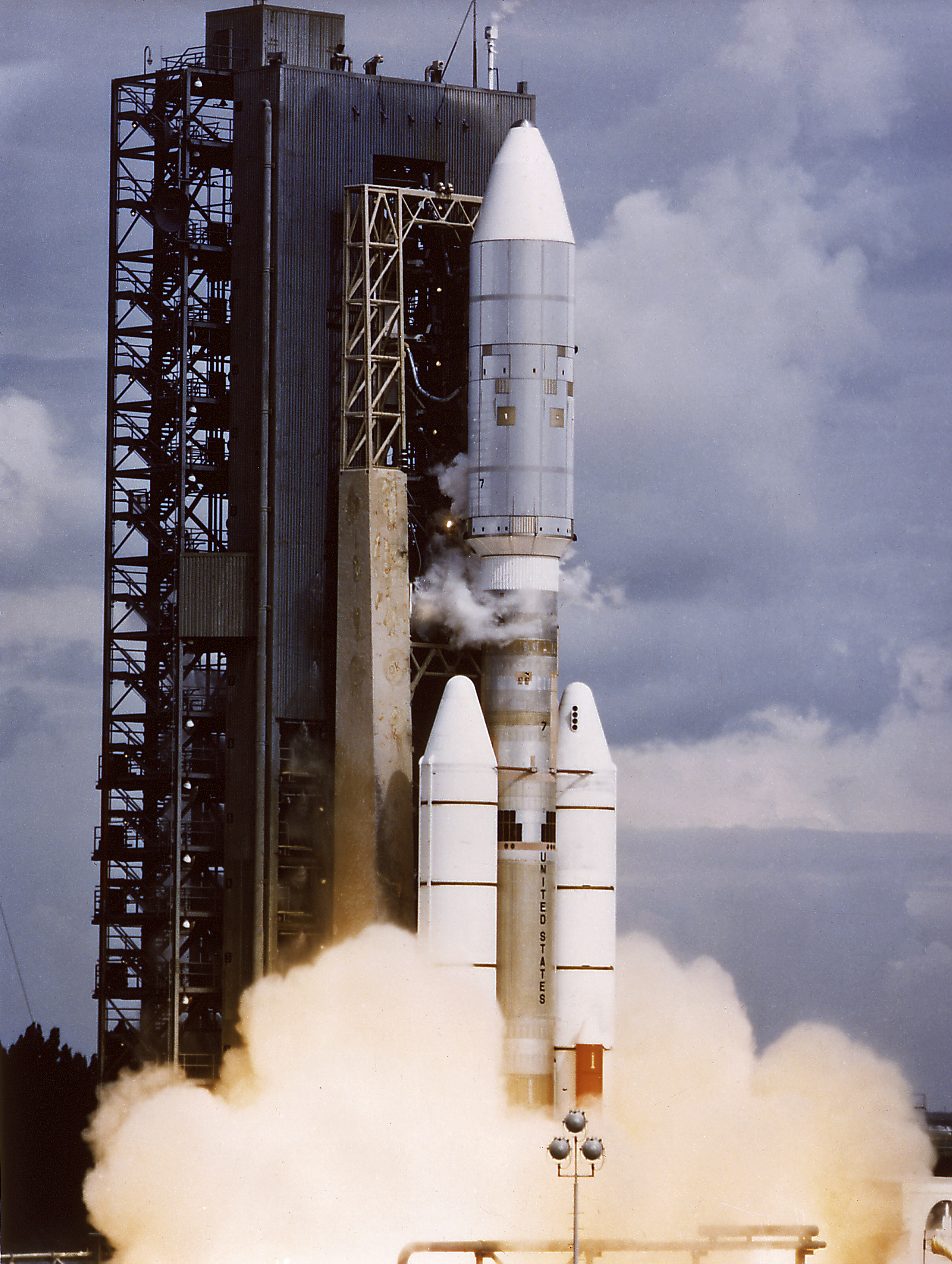
泰坦三號火箭發射航海家二號衛星

泰坦三號火箭由泰坦二號火箭為基礎改良而成，另可選擇搭載固體火箭助推器，由美國空軍研製，為重酬載衛星發射裝置，酬載美國軍方及民間情報收集衛星，如Vela Hotel核子試爆監測衛星，觀測和偵查衛星(用於情報收集)，及其他系列的國防通訊衛星。

### 泰坦三A
泰坦三A為原型火箭發射器，包含泰坦二號火箭及變軌級(Transtage)。

### 泰坦三B
泰坦三B型運載火箭及其他不同系列(23B、24B、33B及34B)以泰坦三號為核心及Agenda D上級所組成。此組合用來發射KH-8 GAMBIT系列情報收集衛星。由加州范登堡空軍基地發射，經南太平洋進入極軌道。

### 泰坦三C
泰坦三C採用了泰坦三核心火箭及兩枚大型捆綁式固體火箭助推器，以增加發射推力，大幅提升酬載量。泰坦三C的助推火箭具備強大推力及先進的矢量控制系統，與先前之固態助推火箭相比，為一大突破。而導航系統則使用Delco Carousel VI慣性測量裝置及Magic 352導引電腦。

### 泰坦三D
泰坦三D為泰坦三C的衍生型，並無搭載變軌級，主要酬載低地軌道的KH系列情報偵察衛星。

### 泰坦三E
泰坦三E則以半人馬座火箭為上面級，發射數種科學太空船，例如航海家一、二號衛星至木星、土星、並且越過它們，及海盜號任務發射兩枚衛星繞行火星軌道及兩艘探測船登陸火星。
泰坦三號火箭第一個導引系統使用泰坦二號上的AC Spark Plug公司所製作之慣性測量裝置，以及IBM公司ASC-15導引電腦。在泰坦三號火箭使用的ASC-15當中的磁鼓儲存器被加長，增加了20個可用磁軌，使得記憶體容量增加了35%。

## 泰坦四號火箭

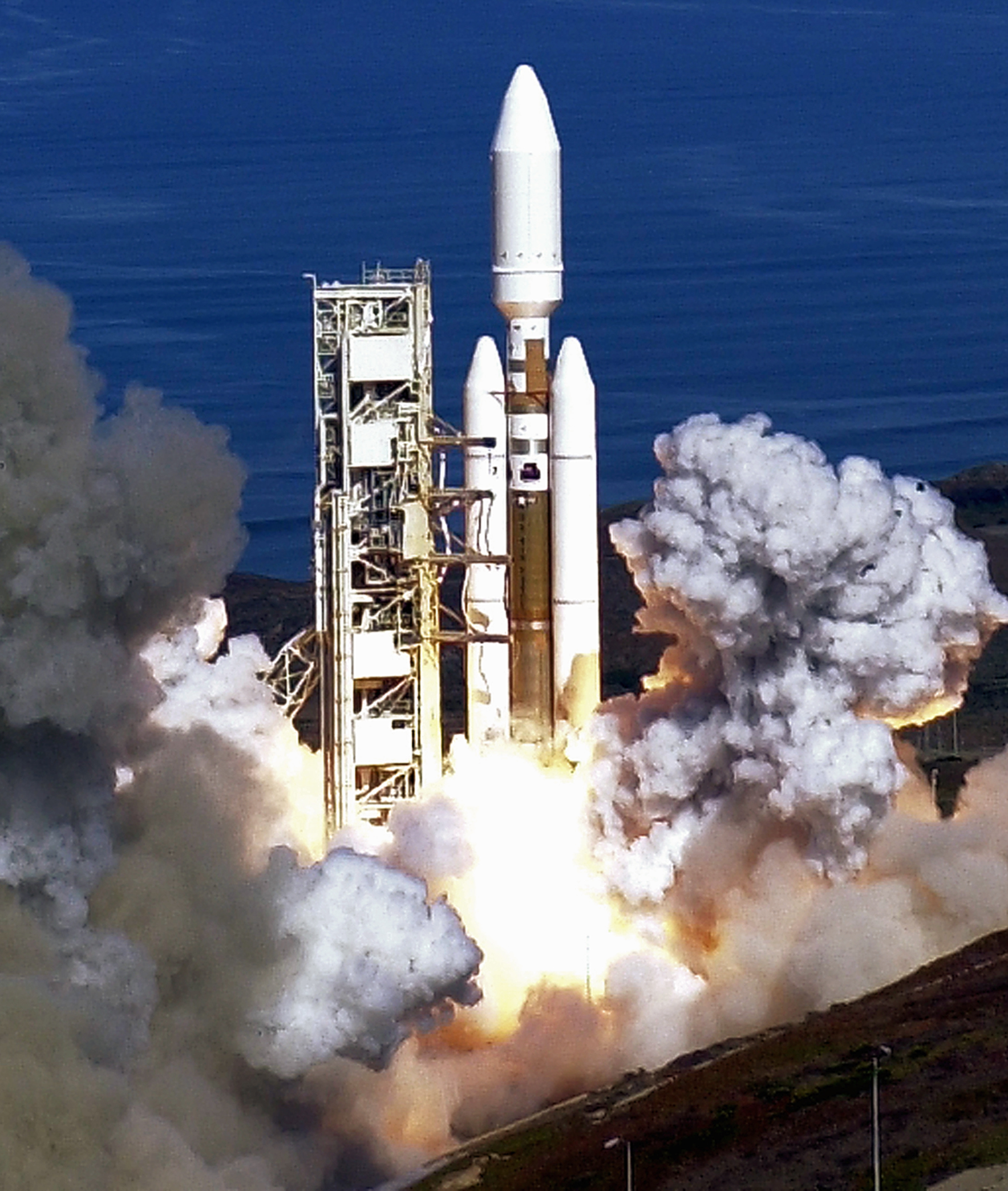
泰坦四號B型火箭發射，於2005年10月19日在范登堡空軍基地，為最後一次發射

泰坦四號運載火箭是泰坦三號火箭的「放大版」，必須搭載固體火箭助推器。上面級則可選擇半人馬座火箭、NASA慣性上面級(Inertial Upper Stage，IUS)，或不裝設上面級。主要發射美國軍事或是民間情報收集衛星，美國國家偵察局則為主要業主。但也有純粹科學目的的載荷，如1997年將美國太空總署及歐洲太空總署的卡西尼-惠更斯號運送至土星。
隨著農神五號退役多年後，泰坦四號於研製完成時(1989年)已是美國最大的非載人運載火箭，然而，其發射費用明顯過高。至泰坦四號運載火箭開始運作時，由於偵察衛星的壽命延長，以及蘇聯的瓦解，使得美國外部威脅降低，皆導致美國國防部及美國國家偵察局減少發射衛星的需求。
由於這些事件以及技術上的改進，所有的操作成本包含地面操作及火箭發射，泰坦四號運載火箭每單位的發射成本非常的高。
泰坦四號運載火箭可從范登堡空軍基地發射至極軌道，或從佛羅里達州甘迺迪太空中心發射至非極軌道。

## 火箭燃料
於密閉的發射井使用液態氧作為燃料具一定危險，且無法長時間存放於燃料槽內。部分擎天神火箭及泰坦一號火箭曾於發射井中爆炸致發射井毀壞，格倫·L·馬丁公司改變泰坦二號運載火箭的設計，以室溫燃料取代須低溫氧化劑RP-1/LOX(煤油/液氧)。第一級火箭發動機也做了一些修改，第二級的直徑加大以配合第一級。泰坦二號的自燃性燃料及氧化劑於接觸時點火，但具高毒性及高腐蝕性。泰坦二號的燃料為航空肼 50（50/50聯氨和偏二甲肼混合）以及作為氧化劑的四氧化二氮。
泰坦二號曾於發射井內發生數起意外並造成人員傷亡。在1965年8月，阿肯色州Searcy西北部的泰坦二號發射井內因自燃性燃料起火，導致53名建築工人死亡。此種液體燃料易洩漏有毒的液體推進燃料。1978年8月24日，堪薩斯州Rock郊區，一枚飛彈於發射井內發生燃料洩漏，致一名飛行員死亡。稍晚，在堪薩斯州Potwin，發生燃料洩漏而隨即關閉，無人死亡。1980年9月，一個位在阿肯色州Damascus附近的泰坦二號發射井(374-7)，一位技師因板手掉落使飛彈外皮受損，洩漏的燃料點燃後將8000磅重的核彈頭噴出了發射井，彈頭飛了幾百英呎遠後落地，彈頭並未造成損害。這意味著泰坦二號已無法做為洲際彈道飛彈。自1960年代中期至1980年代中期，佈署了54枚泰坦二號洲際彈道飛彈及1000枚LGM-30國民兵洲際彈道飛彈(LGM-30 Minuteman)。於1980年代後期，54枚泰坦二號由固態火箭發動機型LGM-118A和平守護者飛彈所取代。大部分退役的泰坦二號洲際彈道飛彈被翻新並用於空軍太空運載火箭，並具優異的成功紀錄。

## 泰坦火箭現狀
於2006年時，泰坦火箭已經不符合當代需求。与同样使用四氧化二氮及偏二甲肼燃料的中国东风5号和苏联SS-18相比，泰坦二號的保养状态欠佳；且燃料罐抗腐蚀一般，不及SS-18可在灌注燃料后保存数月，反应速度同固体燃料火箭。聯胺及四氧化二氮成本較高，需注意其毒性，與這些燃料相比，液態氫或RP-1燃料(煤油)和液態氧的设计比衝量較佳，但又回到泰坦一号的老问题上，低温液氧在灌注至常温箭体时不可避免的会大量蒸发，使用液氧的火箭难以从通常抗核加固的发射井中发射，即便实现也需付出高成本的代价。洛克希德·馬丁公司決定發展擎天神系列運載火箭以取代昂貴的泰坦系列火箭。並參與俄羅斯質子號運載火箭及波音公司研製的三角洲四號運載火箭。泰坦火箭倒數第二次發射是在2005年4月9日，從卡納維爾角成功發射，最後一次發射在2005年10月19日從范登堡空軍基地成功發射，酬載為美國國家偵察局機密物件。約有12枚泰坦二號放置在圖森 (亞利桑那州)附近的309th Aerospace Maintenance and Regeneration Group，用來做為報廢品或紀念品。
堪薩斯州Hutchinson的Kansas Cosmosphere and Space Center aerospace museum則放置一個泰坦二號火箭的仿製品。